# Légions palatines
 (juin 2016).
Si vous disposez d'ouvrages ou d'articles de référence ou si vous connaissez des sites web de qualité traitant du thème abordé ici, merci de compléter l'article en donnant les références utiles à sa vérifiabilité et en les liant à la section « Notes et références ».
Les Légions palatines sont les unités d'élite de l'armée romaine tardive des IV et Ve siècle.

## Description
Composées de 1 200 à 1 500 hommes, elles sont particulièrement bien équipées et entraînées. Dans les guerres du bas-empire, elles sont régulièrement employées par brigade de deux et forment le noyau dur des armées impériales.
Pour certaines d'entre elles, comme les Herculiens seniors et les Joviens seniors, elles seront employées dans tous les conflits majeurs de la période (Campagne de Julien en Perse, bataille de la rivière froide, répression de la révolte de Glidon en Afrique...)
Selon la notitia dignitatum, il y avait 25 de ces légions d'élite entre la fin du IVe siècle et 420, date de sa dernière modification.

### Partie orientale de l'Empire
Treize légions dans la partie orientale de l'Empire :
- Lanciarii seniores aux ordres du Magister Militum Praesentalis I
- Ioviani iuniores, aux ordres du Magister Militum Praesentalis I
- Herculiani iuniores, aux ordres du Magister Militum Praesentalis I
- Fortenses, aux ordres du Magister Militum Praesentalis I
- Nervii, aux ordres du Magister Militum Praesentalis I
- Matiarii iuniores, aux ordres du Magister Militum Praesentalis I
- Matiarii seniores, aux ordres du Magister Militum Praesentalis II
- Daci, aux ordres du Magister Militum Praesentalis II
- Scythae aux ordres du Magister Militum Praesentalis II
- Primani aux ordres du Magister Militum Praesentalis II
- Undecimani aux ordres du Magister Militum Praesentalis II
- Lanciarii iuniores aux ordres du Magister Militum Praesentalis II
- Britones seniores aux ordres du Magister Militum per Illyricum

### Partie occidentale de l'Empire
Douze légions dans la partie occidentale de l'Empire :
- Ioviani seniores aux ordres du Magister Peditum Italien
- Herculiani seniores aux ordres du Magister Peditum Italien
- Divitenses seniores, aux ordres du Magister Peditum Italien
- Tongrecani seniores, aux ordres du Magister Peditum Italien
- Pannoniciani seniores, aux ordres du Magister Peditum Italien
- Moesiaci seniores, aux ordres du Magister Peditum Italien
- Octavani, aux ordres du Magister Peditum Italien
- Thebei, aux ordres du Magister Peditum Italien
- Lanciarii Sabarienses, aux ordres du Magister Equitum' per Gallias
- Armigeri propugnatores seniores, aux ordres du Comte d'Afrique
- Armigeri propugnatores iuniores, aux ordres du Comte d'Afrique
- Cimbriani aux ordres du Comte d'Afrique